# Лауритцен, Лау (старший)
Лауриц Лауритцен (дат. Lauritz Lauritzen; 13 марта 1878 — 2 июля 1938) — датский кинорежиссёр, актёр и сценарист.

## Биография
Лау Лауритцен родился 13 марта 1878 года в городе Силькеборге в центральной Дании, на полуострове Ютландия.
С 1907 года работал актёром в театрах Орхуса и Копенгагена (Театр Казино и Новый театр). В 1911 году дебютировал в кино, снял короткометражную комедию «Миранда» по мотивам пьесы Карло Гольдони.
Был режиссёром на датских студиях «Nordisk Film» и «Palladium». Наиболее известен по своим фильмам «Кино, флирт и обручение» (1921), «Солнце, лето и студентки» (1922), «Он, она и Гамлет» (1922), «Наши друзья зимой» (1923), «Бравые путешественники на Ривьере» (1924), «Дон Кихот» (1926), «Охотники на волков» (1926) и некоторых других с участием актёров Харальда Мадсена и Карла Шенстрёма (популярного комического дуэта Пат и Паташон).
Сын — Лау Лауритцен-младший — датский кинорежиссёр, один из основателей киностудии «ASA Filmudlejning», обладатель «Золотой пальмовой ветви» Каннского кинофестиваля.